# La Grosse Bite à Dudule
La Grosse Bite à Dudule est une chanson paillarde.

## Structure
Les couplets sont une parodie de rengaine mélodramatique. Ils ne contiennent rien, ou presque rien, d’égrillard. Le texte a le charme suranné du parler populaire parisien « d'avant-guerre », à déclamer avec l'accent faubourien de cette époque, et la musique est un air de java dans le style que chantaient Mistinguett ou Maurice Chevalier dans les années 1930. 
Chaque couplet comporte douze vers hétérométriques : deux demi-alexandrins, un vers de cinq syllabes, deux demi-alexandrins, un vers de cinq syllabes, un (rarissime) ennéasyllabe, trois octosyllabes, un demi-alexandrin, un vers de cinq syllabes.
Il a recours à cinq rimes  — sans souci d’alterner masculines et féminines —, selon le schéma AAA BBB CDDC EE.
Couplet long, il se chante sur un air de musette, dont le rythme ralentit vers la fin, pour exacerber le plaisir de l’attente.

## Refrain
La chanson est bâtie sur un contraste entre des couplets à peine allusifs et l’irruption d'un refrain aux paroles crues, qui surprend d’autant que c’est une jeune femme naïve et touchante qui est censée s’y exprimer.

## Dans la culture populaire
Dans l'album de bande dessinée Les Bidochon en voyage organisé, les groupes de touristes français visitant un pays de l'Est se reconnaissent à distance grâce à la chanson, et fraternisent.
Un extrait figure dans le Pot-pouri paillard de Pierre Perret, sorti dans l'album Le Plaisir des dieux.
Une reprise acoustique de la chanson est interprétée par Jean-Marie Bigard dans le film Le Missionnaire (2009).